# Aszkanaz
Aszkanaz (hebr. אַשְׁכְּנַז) – według biblijnej Księgi Rodzaju jeden z trzech, najstarszy syn Gomera; braćmi jego byli Rifat i Togarma.
W literaturze rabinicznej królestwo Aszkanaza pierwotnie związane było z ziemiami zamieszkałymi przez Scytów (hebr. Iszkuz), określanych również w inskrypcjach asyryjskich jako Aszkuza. Następnie tak nazywano Słowian, a od IX w. Niemców.

Synowie Gomera:

Aszkanaz, Rifat i Togarma